# Обличка Сена
Обличка Сена е село в община Враня, Пчински окръг, Сърбия. Според преброяването от 2011 г. населението му е 27 жители.

## Демография
- 1948 – 355 жители
- 1953 – 350 жители
- 1961 – 330 жители
- 1971 – 302 жители
- 1981 – 216 жители
- 1991 – 126 жители
- 2002 – 52 жители
- 2011 – 27 жители

## Етнически състав
2002
- 100% сърби